# Reinhold Kauder
Reinhold Kauder (* 30. Januar 1950 in Bückeburg) ist ein ehemaliger deutscher Kanute, der im Kanuslalom für die Bundesrepublik Deutschland antrat.
Kauder startete für den KC Grevenbroich. Bei den Weltmeisterschaften 1969 in Bourg St.-Maurice belegte er im Einer-Canadier in der Einzelwertung den zweiten Platz hinter Wolfgang Peters; in der Mannschaftswertung gewannen die beiden zusammen mit Harald Cuypers den Weltmeistertitel. 
Für diese sportliche Leistung wurde er am 16. Juni 1970 mit dem Silbernen Lorbeerblatt ausgezeichnet.
Zwei Jahre später in Meran siegte Kauder in der Einzelwertung, in der Mannschaftswertung siegte die Mannschaft aus der DDR vor Cuyper, Kauder und Peters. 
Bei den Olympischen Spielen 1972 wurden erstmals olympische Wettbewerbe im Kanuslalom ausgetragen. Auf dem Augsburger Eiskanal siegte Reinhard Eiben aus der DDR, der im Vorjahr noch nicht zur DDR-Mannschaft gehört hatte, vor Kauder und James McEwen aus den Vereinigten Staaten. 1973 gewann Kauder seinen zweiten Deutschen Meistertitel nach 1972, bei der Weltmeisterschaft gehörte er nicht mehr zum deutschen Aufgebot.